# Rob Kling
Rob Kling, PhD. (agosto de 1944 - 15 de mayo de 2003) fue un profesor estadounidense de Sistemas de Información y de Ciencia de la Información en la School of Library and Information Science (SLIS) y profesor adjunto de informática, en Indiana University, USA. Dirigió el Center for Social Informatics (CSI), en Indiana University, un centro interdisciplinar de referencia para este tema. Es considerado como uno de los fundadores de los estudios y análisis sociales de la informática y un experto de referencia en el estudio de social informatics.